# Lusefluer
Lusefluer (Hippoboscidae, også kaldet lusfluer) er en familie af fluer hvis levevis og udseende minder om lus. Der findes omkring 200 arter over hele verden som snylter på fugle og pattedyr. Omkring tre fjerdedele af arterne snylter på fugle.

## Udseende
Lusefluer er tætbyggede, flade, 1,5-12 mm lange fluer. De har en kort sugesnabel og kraftige ben med stærke kløer som kan holde fluen fast i hår eller fjer. Nogle arter har stærkt reducerede vinger og kan ikke flyve. De har en krabbeagtig gangart.

## Levevis
Lusefluer lever af blod fra pattedyr eller fugle. De sidder på værtsdyrene, men kan også findes i rederne. Mens trækfugle er væk om vinteren, overvintrer lusefluernes pupper i reden. Lusefluens larver udvikles inde i hunnen, og fødes fuldt udviklede hvorefter de straks forpupper sig.

## Billeder
- Hesteflue
- Hjorteflue
- Fåreflue (hun og puppe)
- Almindelig fuglelusflue
- Svalebider